# Singapore Flyer
La Singapore Flyer è una ruota panoramica situata a Singapore.

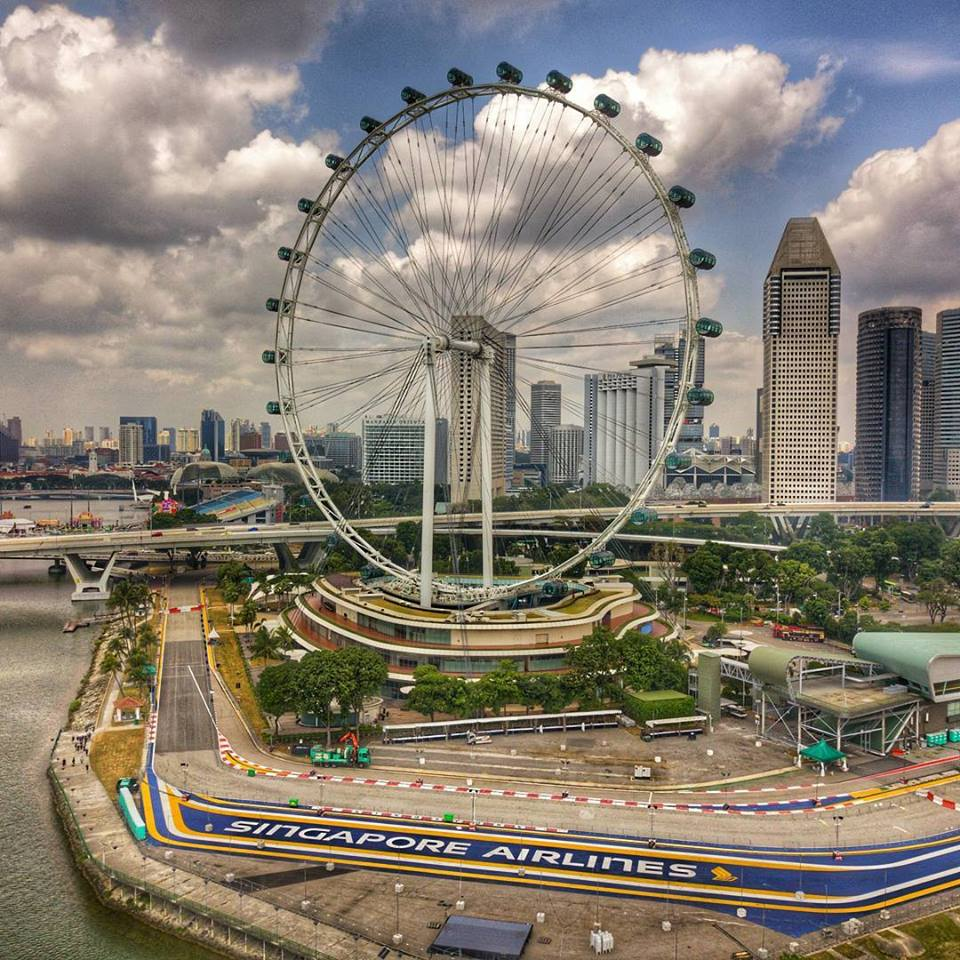
Prospettiva aerea del Singapore Flyer.

È entrata in funzione l'11 febbraio 2008. È stata la più alta ruota panoramica del mondo fino al 10 settembre 2013, quando è stata superata di due metri dalla High Roller Observation Wheel di Las Vegas (177.6 m contro 175 m).

## Storia

### Progettazione
Il progetto è stato annunciato dall'Ufficio del Turismo di Singapore.
La ruota è stata progettata dallo studio Kisho Kurokawa Architects & Associates, DP Architects. Il primo progetto prevedeva una ruota panoramica di 169 m simile alla London Eye di Londra, che per questo motivo venne criticato. Gli sviluppatori hanno sottolineato che il progetto non era finito, anche se il progetto finale è cambiato poco dai primi progetti.
Successivamente, il progetto si è quasi fermato quando lo sviluppatore ha incontrato difficoltà nel reperire fondi per costruire la ruota. I piani originali per completare la ruota entro la fine del 2005 sono stati quindi posticipati indefinitamente.
A settembre 2005, il progetto è stato ripreso quando il progetto è stato finanziato con successo da due banche tedesche. Collin William Page, una sussidiaria di ABN AMRO, doveva fornire capitale per un massimo di 100 milioni di dollari, con ulteriori 140 milioni di dollari di Singapore da HypoVereinsbank. Con questa apporto di 240 milioni di dollari di Singapore, il più grande singolo investimento straniero nel settore dell'intrattenimento di Singapore, la costruzione era prevista per la fine del mese.

### Costruzione
La cerimonia della "posa della prima pietra" è stata tenuta il 27 settembre 2005, con il Ministro dello Sviluppo Nazionale, Mah Bow Tan, come ospite. L'installazione delle capsule passeggeri è iniziata il 3 agosto 2007 ed è stata completata il 2 ottobre 2007.

### Apertura
La Singapore Flyer è stata aperta nel 2008. Durante il capodanno cinese diverse giri di inaugurazione sono stati tenuti tra l'11 e il 13 febbraio, i biglietti furono venduti per 8888$ (circa 6.271 dollari americani), un numero fortunato per la cultura cinese. I primi giri pubblici furono tenuti il giorno di San Valentino, il 14 febbraio.
L'apertura ufficiale si è tenuta il 15 aprile con il Primo Ministro di Singapore, Lee Hsien Loong, come ospite d'onore.

## Dati tecnici
Ha un'altezza di 165 m, che le permette di superare la London Eye di 30 m.
Dalla sommità si ha la possibilità di avere una visuale che spazia per 45 km. Si possono scorgere le isole di Batam e Bintan dell'Indonesia, nonché il sud della Malaysia.
È composta da 28 cabine, ciascuna delle quali è in grado di contenere 28 persone. Un giro completo dura, all'incirca, 32 minuti.

## Guasti ed arresti
- Nel luglio 2008, la Singapore Flyer è stata fermata per un problema minore nel sistema di frenatura.
- Il 4 dicembre 2008, la ruota è stata bloccata per quasi 5 ore a causa del maltempo con 70 persone a bordo.
- Il 23 dicembre 2008, la ruota si è fermata bloccando 173 passeggeri per circa 6 ore.[4][5] Il guasto è stato causato da un corto circuito nella sala controllo che ha tagliato l'energia elettrica nella ruota. Undici passeggeri sono stati evacuati facendoli calare uno a uno con delle funi ed a quelli bloccati furono forniti cibo ed acqua. La ruota è ripartita dopo circa 7 ore ed i passeggeri furono ricoverati in ospedale. La ruota ha poi riaperto, dopo un'investigazione ed un controllo di sicurezza, il 26 gennaio 2009.
- Il 18 luglio 2010, uno dei cavi che fornisce energia al sistema di condizionamento è stato colpito da un fulmine. 200 passeggeri sono stati evacuati. Il 20 luglio 2010 la ruota ha riaperto.
- Il 20 giugno 2013, la ruota è stata chiusa per proteggere i lavoratori dai livelli record d'inquinamento raggiunti a Singapore.[6]
- Il 25 gennaio 2018, circa alle 9 di mattina la ruota è stata arrestata per problemi tecnici. I 61 passeggeri sono stati portati a terra in sicurezza.[7] È stata riaperta due mesi dopo, il 1º aprile.[8]

## Nei media
- Nel ventesimo film d'animazione di Detective Conan del 2016, appare solo nei titoli di coda.

## Galleria d'immagini

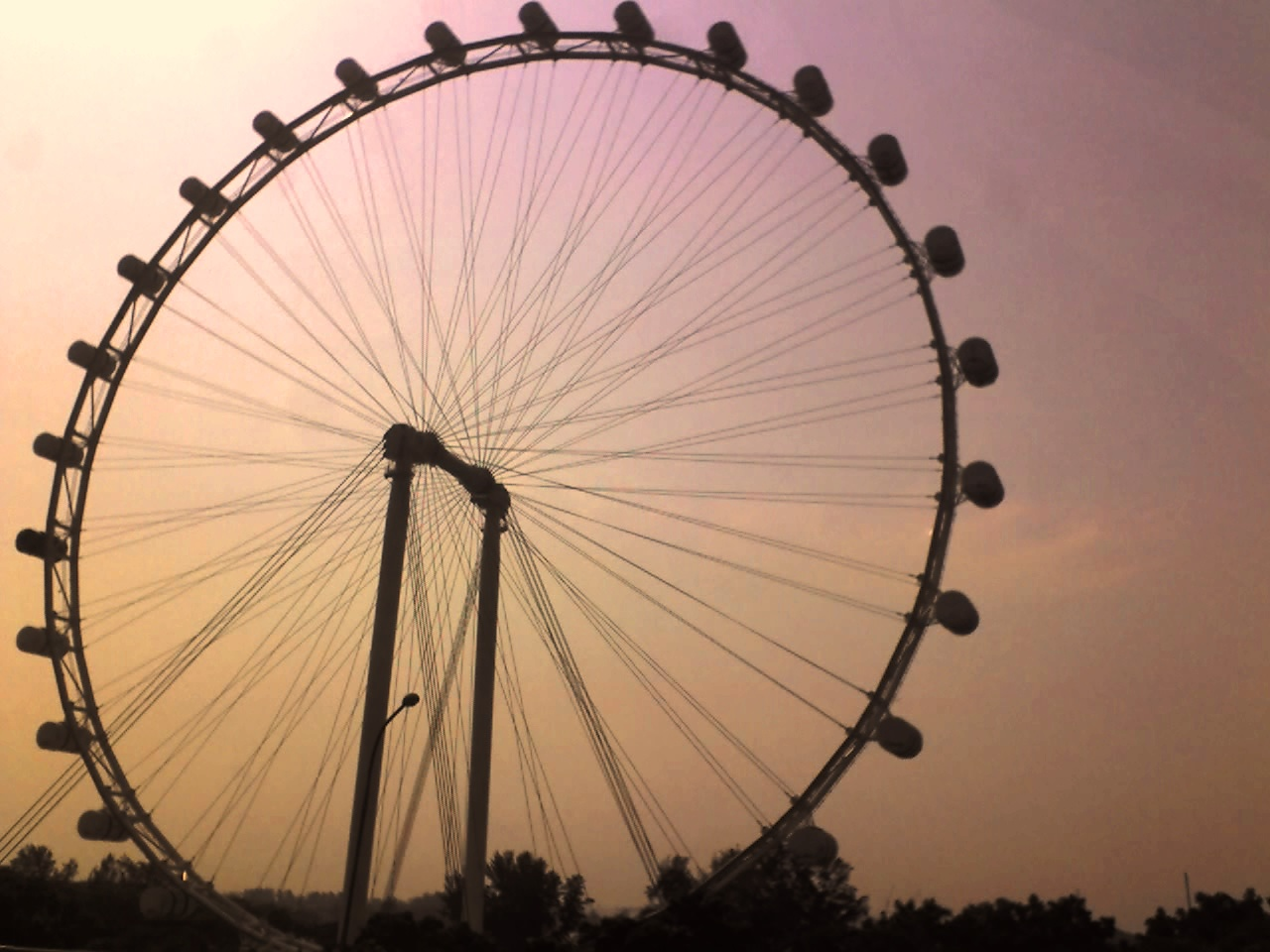
Una foto della Singapore Flyer presa dall'East Coast Parkway.
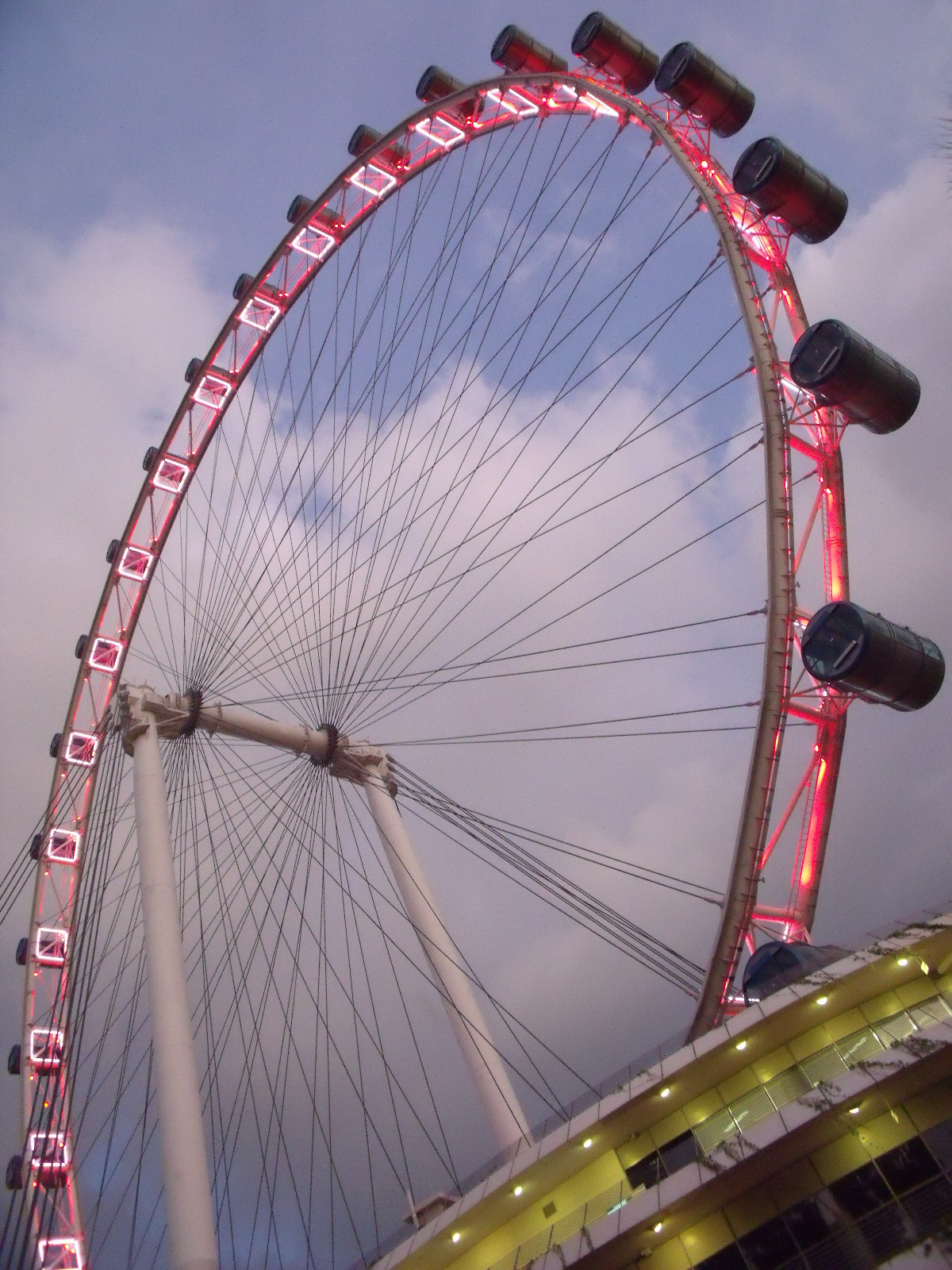
Vista dal basso.
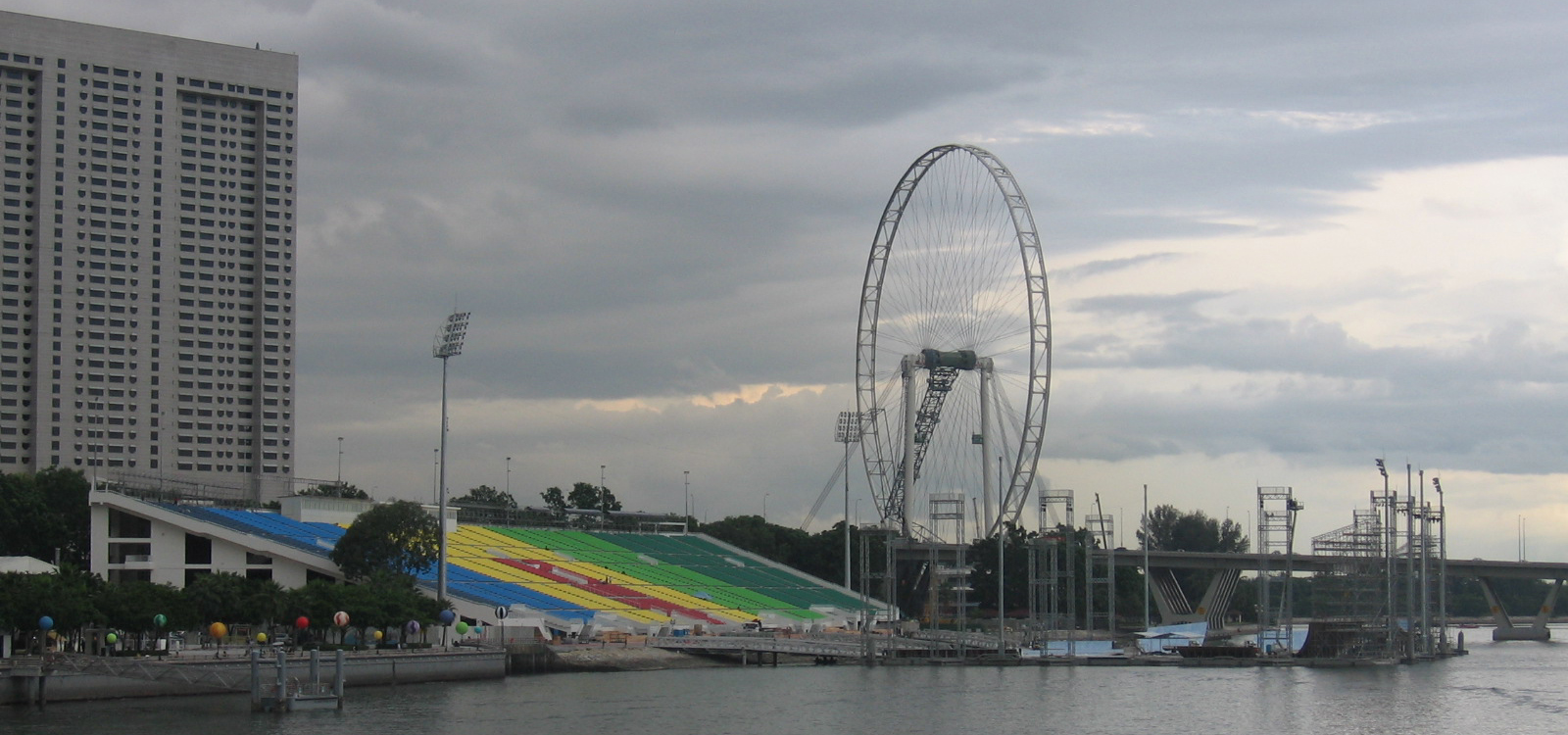
In lontananza.
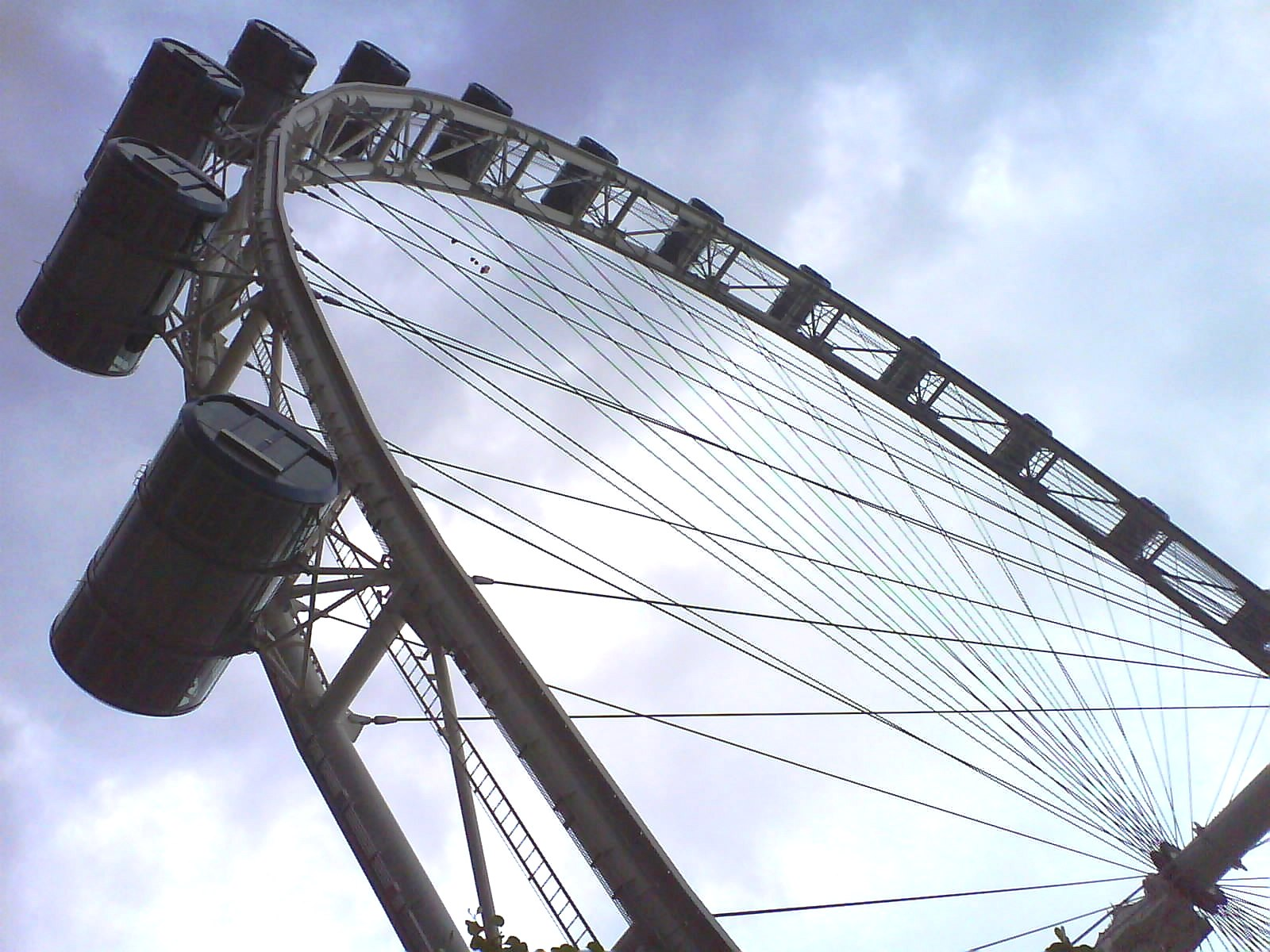
Vista dal basso.
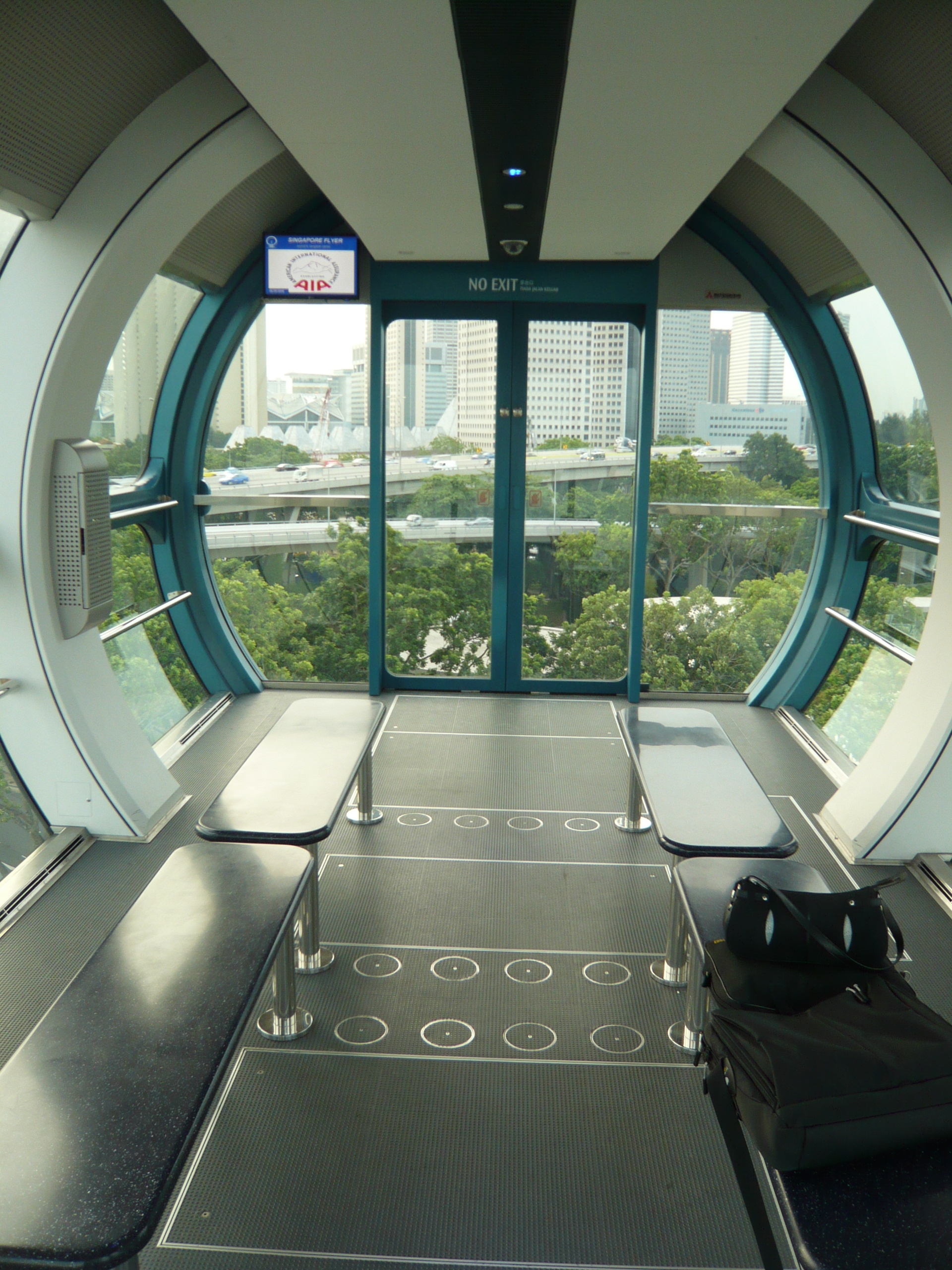
Da dentro una capsula.
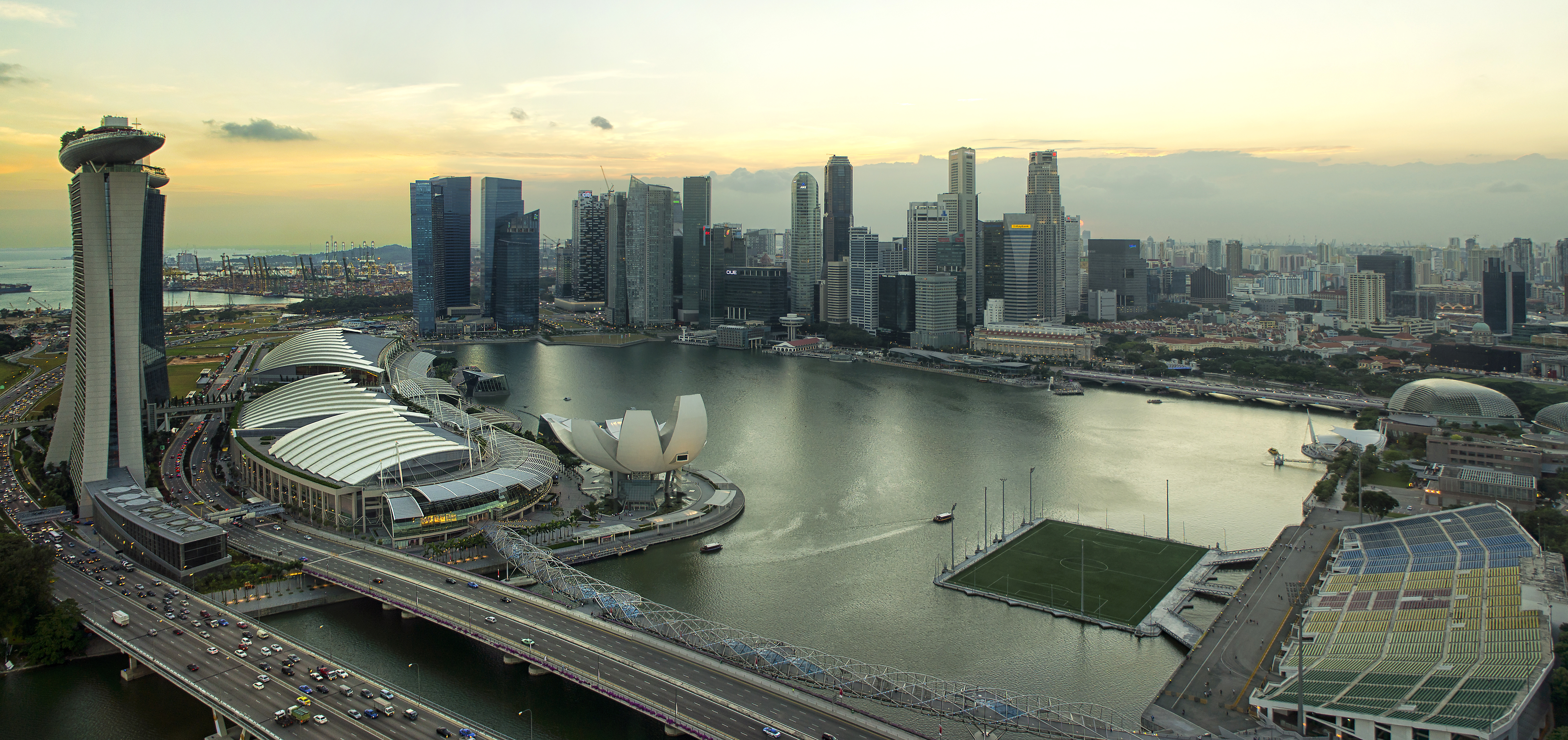
Vista sulla Marina Bay da dentro una capsula.
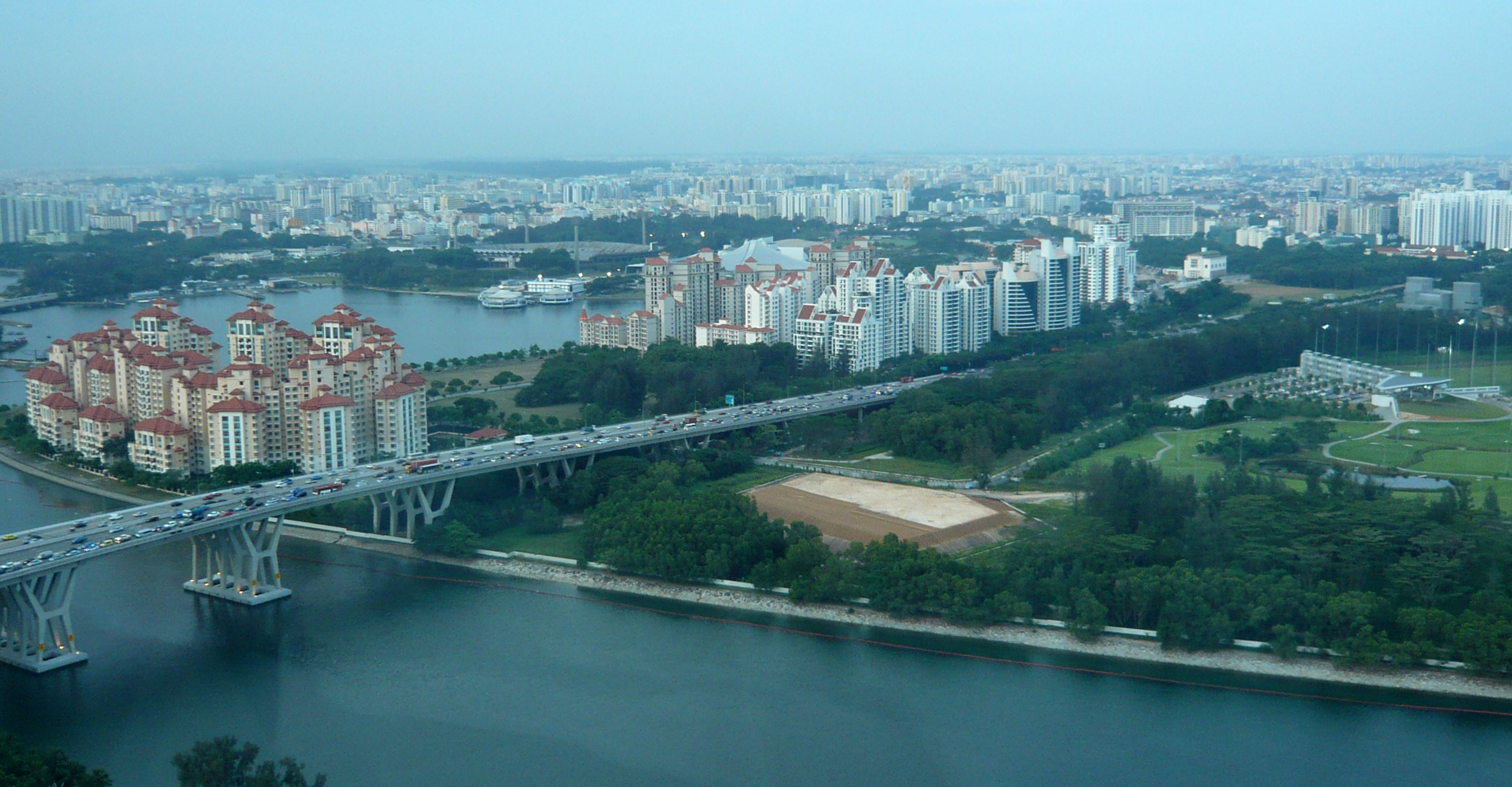
Un'altra visuale dall'interno di una capsula.
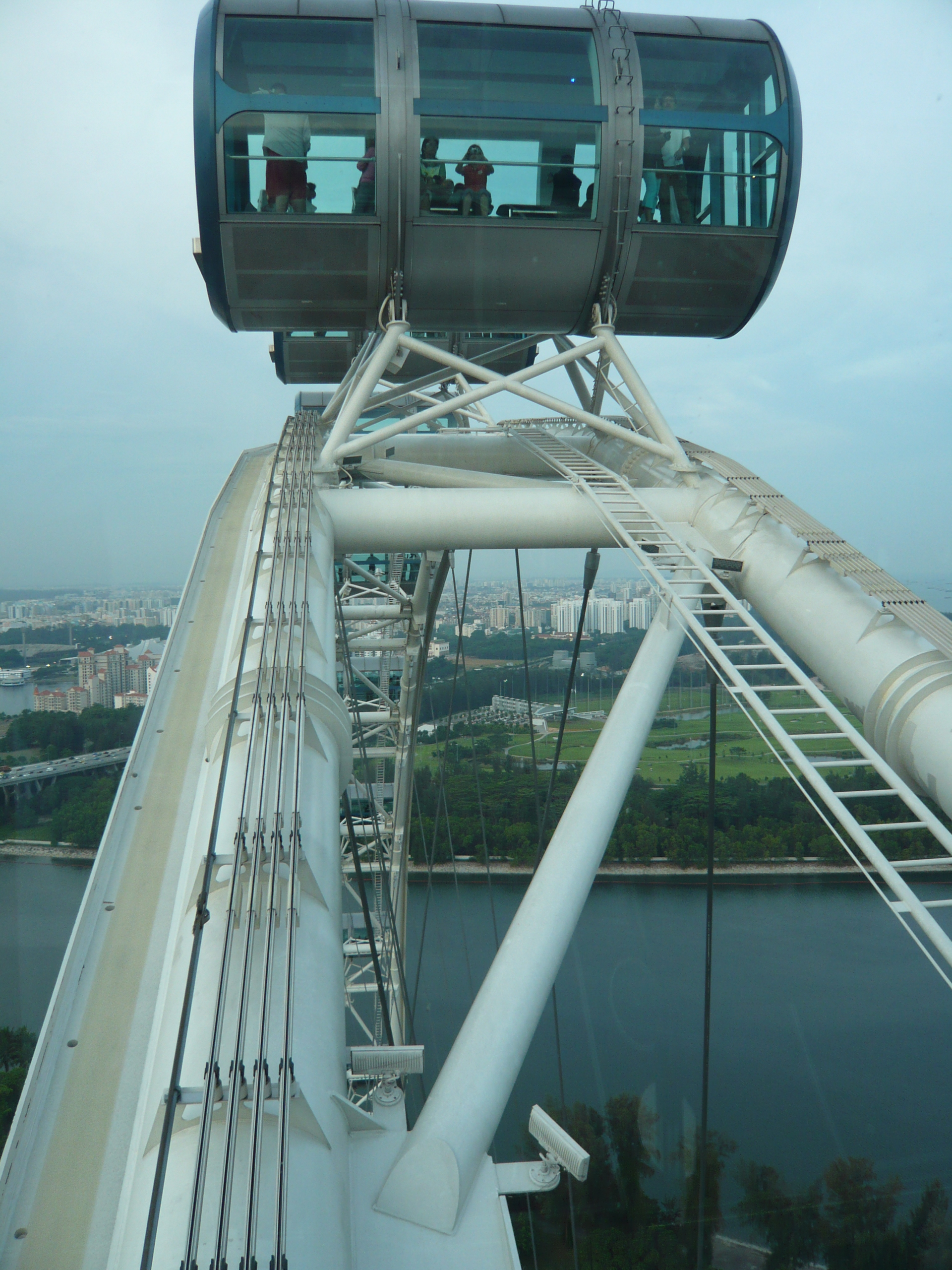
Le capsule.
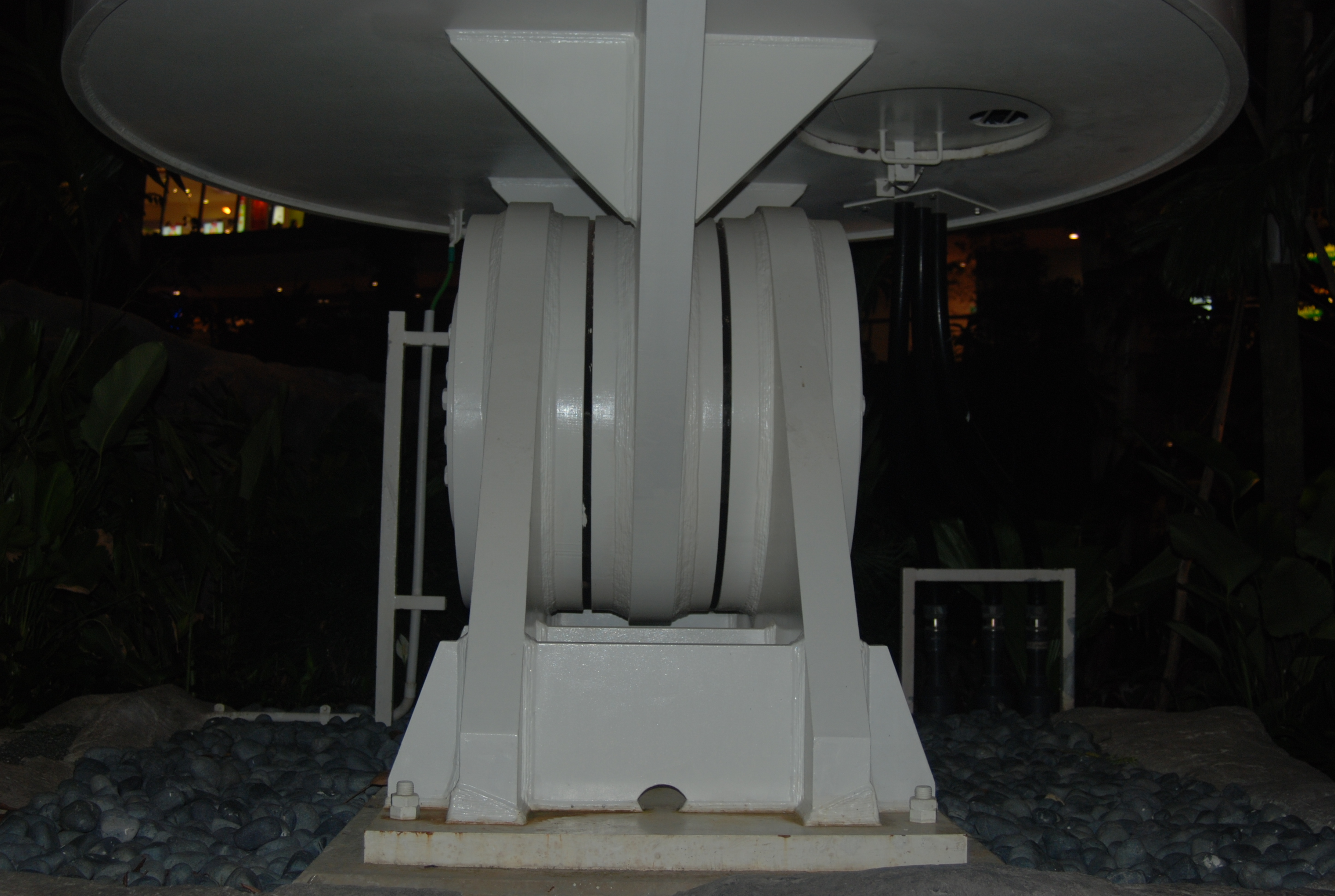
Particolare.
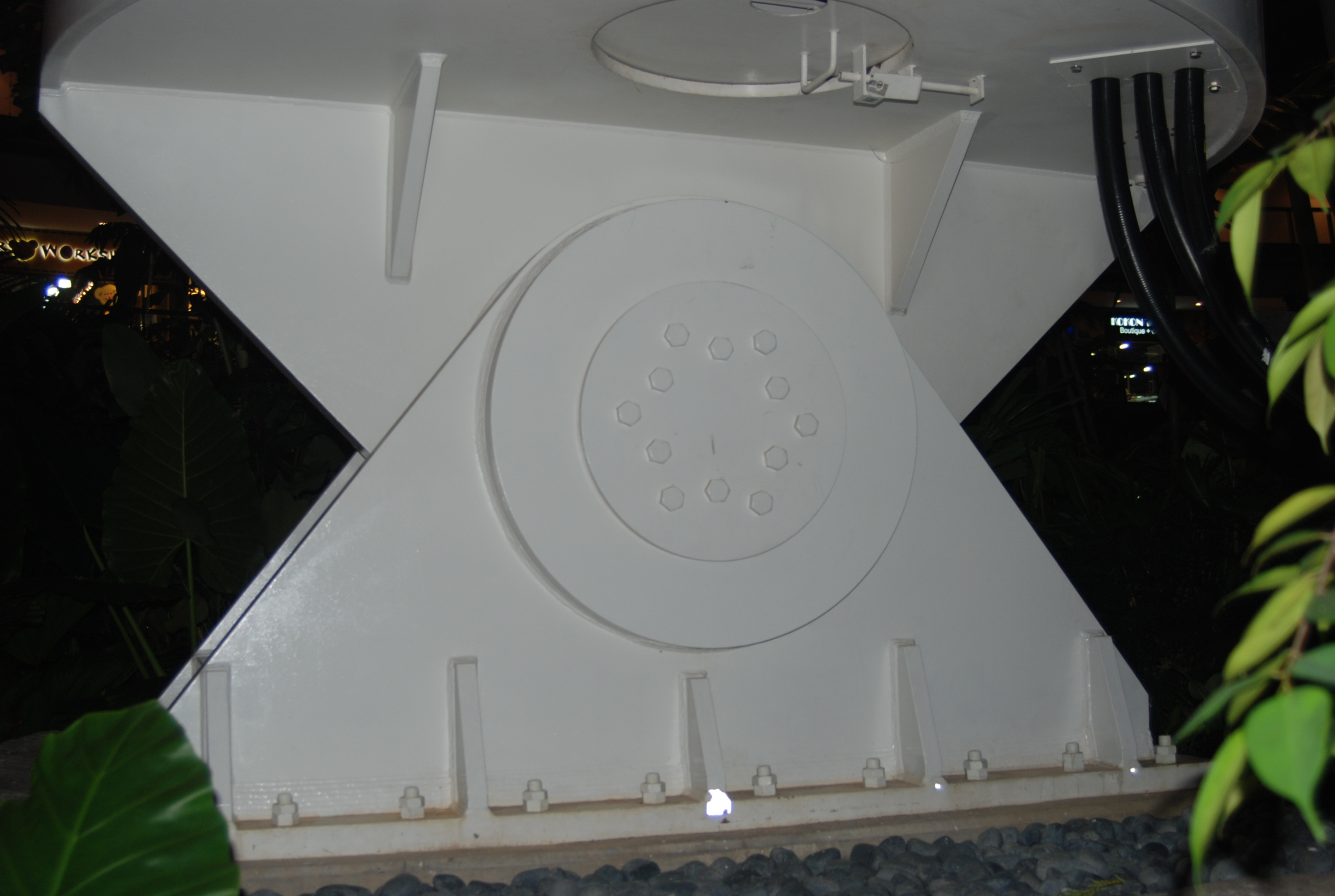
Particolare.
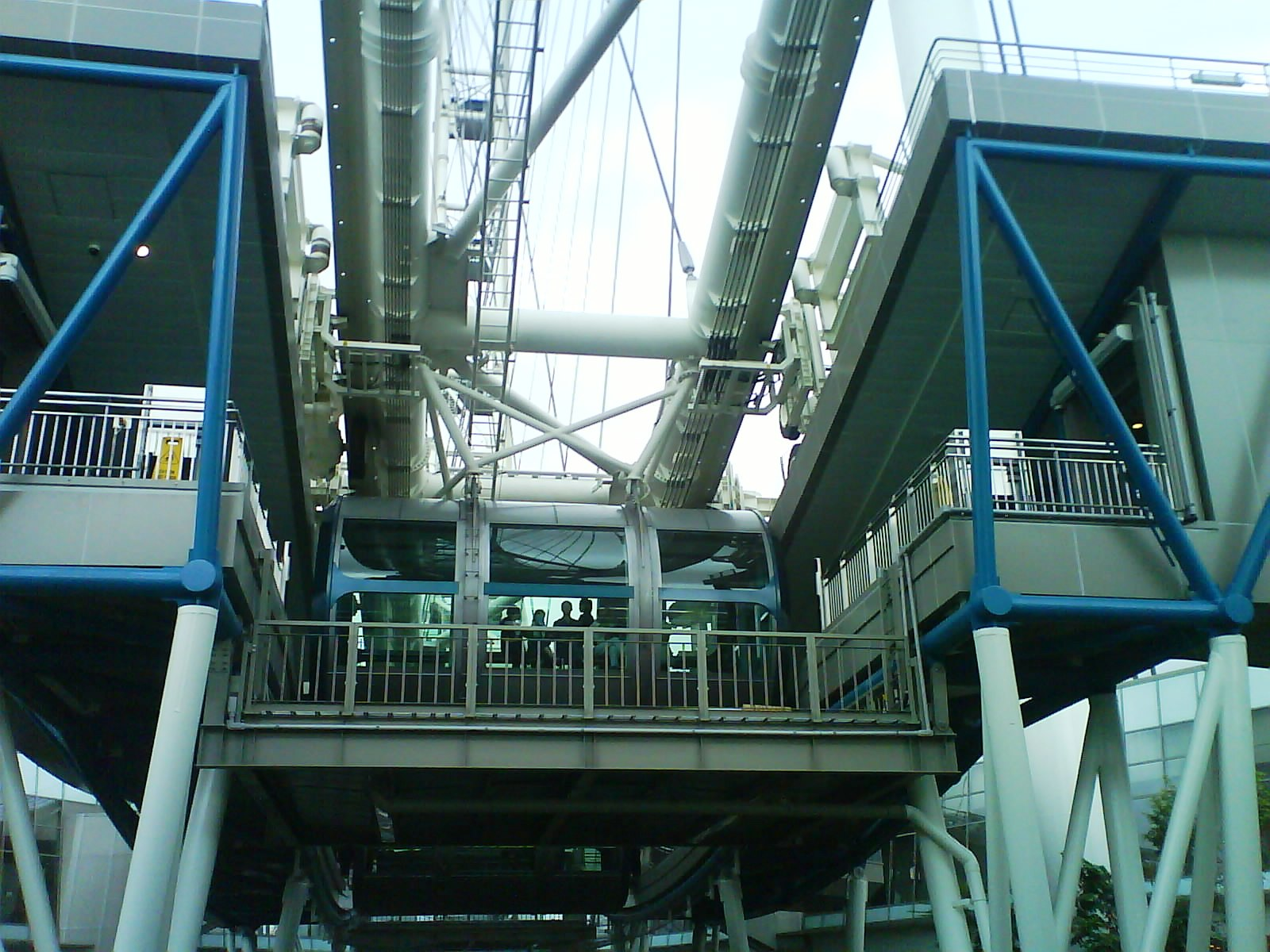
Visuale della piattaforma su cui poggia la ruota.